# Liste des banques malgaches
Les banques à Madagascar sont l'ensemble des établissements financiers localisés à Madagascar. Elles effectuent, pour le compte de leurs clients, des opérations de crédit et financières, et sont chargées de l’offre et de la gestion des moyens de paiement,.
Le présent article liste les établissements de crédit agréés par la banque centrale de Madagascar et soumis à la loi bancaire de 2020.

## Introduction
Le système bancaire de Madagascar est entièrement privatisé depuis 1998-1999. L'État s'est désengagé ne gardant que des participations minoritaires dans  certaines banques. Des investisseurs malgaches privés (gros et petits porteurs) sont également présents dans le capital de certaines d'entre elles, mais tous les établissements importants sont à capitaux majoritairement étrangers.
La Banque centrale de Madagascar recense 13 banques territoriales agréées, 4 établissements financiers agréés et 16 institutions de microfinance agréées. Le grand nombre de ces dernières est dû au fait que certains réseaux ont un établissement par région (5 OTIV par exemple).
Sur les 13 banques territoriales, seules 4 sont des banques de dépôt comportant un réseau d'agence relativement dense et se partagent 90 % du marché bancaire. Les autres sont essentiellement des banques d'affaires ne comptant en général qu'une ou deux agences.

## Banques de dépôt
| Code  | Nom (Raison sociale)                                                    | Date d'inscription | Sigle | Nombre d'agences (2025) |
| ----- | ----------------------------------------------------------------------- | ------------------ | ----- | ----------------------- |
| 00004 | Banque Malgache de l'Océan Indien                                       | 23 mars 1989       | BMOI  | 20                      |
| 00005 | Banque nationale de l'industrie                                         | 19 décembre 1991   | BNI   | 110                     |
| 00006 | Mauritius Commercial Bank                                               | 28 décembre 1992   | MCB   | 13                      |
| 00007 | State Bank of Mauritius                                                 | 28 janvier 1998    | SBM   | 6                       |
| 00008 | BRED Madagasikara Banque populaire                                      | 31 décembre 1998   | BRED  | 68                      |
| 00009 | Bank of Africa Madagascar                                               | 18 novembre 1999   | BOA   | 96                      |
| 00011 | AccèsBanque Madagascar                                                  | 1er février 2007   | ABM   | 40                      |
| 00012 | BGFIBank                                                                | 25 novembre 2009   | BGFI  | 16                      |
| 00013 | Baobab Banque Madagascar                                                | 13 janvier 2010    | –     | 38                      |
| 00014 | Banky First (BCP)                                                       | 25 mars 2011       | –     | 6                       |
| 00015 | Société d'investissement pour la promotion des entreprises à Madagascar | 16 décembre 2014   | SIPEM | 25                      |
| ∅     | Mvola                                                                   | 16 septembre 2021  | –     | 1                       |
| 00017 | Atlantic Financial Bank Madagascar                                      | 25 octobre 2022    | –     | 4                       |

### Autres établissements bancaires
Premier Établissement de Monnaie Électronique (EME) à Madagascar, MVola S.A., filiale fintech du groupe Axian, a reçu en 2021 son agrément comme banque territoriale de la part de la Commission de Supervision Bancaire et Financière (CSBF) de la Banque Centrale de Madagascar.

## Banques d'affaires
- La Mauritius Commercial Bank (Madagascar) SA, filiale de la Mauritius Commercial Bank (Maurice) ;
- SBM Madagascar, filiale de la State Bank of Mauritius (Maurice) ;
- BGFIBank Madagascar, filiale du groupe gabonais homonyme ;
- Banky First (ancienne Banque des Mascareignes Madagascar), autre filiale du groupe marocain BCP:
- AFG Bank Madagascar, membre du réseau Atlantic Financial Group Bank en Afrique, filiale de la holding financière ivoirienne Atlantic Group.

La sixième banque, la Banque industrielle et commerciale de Madagascar (BICM), dont l'actionnaire principal est Gahood Holding Company (Hong Kong), a dû fermer en 2014 à la suite d'une décision de la Commission de supervision bancaire et financière (CSBF).

## Le microcrédit
| Nom (Raison sociale)                                  | Date d'inscription | Sigle      |
| ----------------------------------------------------- | ------------------ | ---------- |
| ACEP Madagascar                                       | 11 décembre 2020   | ACEP       |
| Caisse d'épargne et de crédit agricole mutuels        | 11 décembre 2020   | CECAM      |
| Première agence de microfinance                       | 11 décembre 2020   | PAMF       |
| Mutuelle du Mandrare                                  | 11 décembre 2020   |            |
| OTIV Alaotra-Mangoro                                  | 11 décembre 2020   | OTIV ZAM   |
| OTIV de la DIANA                                      | 11 décembre 2020   | OTIV DIANA |
| OTIV de la SAVA                                       | 11 décembre 2020   | OTIV SAVA  |
| Société malagasy des mutuelles d'épargne et de crédit | 11 décembre 2020   | SMMEC      |
| OTIV Toamasina zone littorale                         | 11 décembre 2020   | OTIV ZL    |
| Vola Mahasoa                                          | 11 décembre 2020   |            |
| Madacredito                                           | 11 décembre 2020   |            |
| APEM PAIQ                                             | 24 décembre 2020   | APEM PAIQ  |
| Caisse d'épargne de Madagascar                        |                    | CEM        |
| NIM                                                   | 7 juin 2022        | NIM        |
| Entreprendre à Madagascar Finances                    | 24 novembre 2011   | EAMF       |
| OTIV Boeny Mahajanga                                  | 12 mars 2012       | OTIV BM    |

- Première agence de Microfinance (PAMF, issue de l'Aga Khan Development Network - AKDN) ;
- Le Réseau CECAM (Caisses d'Epargne et de Crédit Agricole Mutuels) réseau mutualiste ;
- Société Malagasy Mutualiste d’Epargne et de Crédit (SMMEC), anciennement OTIVTana ;
- Les OTIV (Ombona Tahiry Ifampisamborana Vola), réseaux mutualistes ;
- Et une dizaine d'autres organismes mutualistes ou non.

À signaler l'existence de la Caisse d'Epargne de Madagascar (CEM) dont l'activité se cantonne actuellement à l'épargne mais qui envisage dans sa « vision 2012 » d'offrir d'autres services (comptes de dépôt à vue, prêts...).